# إيغور (لاعب كرة قدم مواليد 1984)
إيغور ماسيل سانتياغو (من مواليد 1 يونيو 1984)، المعروف باسم إيغور، هو لاعب كرة قدم برازيلي يلعب في مركز لاعب الوسط.

## المسيرة
وُلد إيغور في سانتانا دو ليفرامينتو، وبدأ مسيرته مع فاسكو دا غاما. في فبراير 2007، انتقل إلى نادي IK Start النرويجي مقابل حوالي مليون يورو، ووقع عقدًا لمدة أربع سنوات مع النادي. وشارك لأول مرة في الدوري النرويجي الممتاز في 9 أبريل 2007 ضد ألسوندس ف ك، وسجل هدفه الأول للنادي بعد ستة أيام في تعادل 1–1 ضد فيكينغ، والذي كان المباراة الافتتاحية لملعب النادي الجديد سور أرينا. شارك إيغور في جميع مباريات فريقه في موسم 2007 بالدوري. وبعد هبوط النادي من الدوري النرويجي الممتاز في عام 2007، أُعير إلى فلومينينسي لموسم 2008 في البرازيل. وبعد عام في فلومينينسي، أُعير إلى بورتوغيزا، وبقي مع لوسا لمدة عام. تم فسخ عقده مع ستارت في مارس 2010. بعد ذلك، وقع إيغور مع فيغورينسي لكرة القدم.

## الإنجازات
سبورت كلوب إنترناسيونال
- كامبيوناتو غاوتشو[الإنجليزية]: 2013 كامبيوناتو غاوتشو، 2014 كامبيوناتو غاوتشو

غوياس إسبورت كلوب
- كامبيوناتو غويانو[الإنجليزية]: 2015